# Amt Ribnitz-Damgarten
Das Amt Ribnitz-Damgarten liegt im Landkreis Vorpommern-Rügen in Mecklenburg-Vorpommern (Deutschland). Im Amt Ribnitz-Damgarten haben sich die drei Gemeinden Ahrenshagen-Daskow, Schlemmin und Semlow sowie die Stadt Ribnitz-Damgarten zur Erledigung ihrer Verwaltungsgeschäfte zusammengeschlossen. Der Verwaltungssitz befindet sich in der Stadt Ribnitz-Damgarten. Am 1. Januar 2005 entstand durch die Fusion des Amtes Ahrenshagen und der Stadt Ribnitz-Damgarten das neue Amt Ribnitz-Damgarten. Am 1. Januar 2005 wechselte die Gemeinde Trinwillershagen vom Amt Ahrenshagen zum Amt Barth.

## Beschreibung
Das Amtsgebiet erstreckt sich östlich des Recknitztales bis auf einige Stadtteile von Ribnitz-Damgarten, die sich westlich der Recknitz befinden. Das Amt befindet sich östlich der Hansestadt Rostock und westlich der Hansestadt Stralsund. Der Norden des Amtes grenzt an das Amt Darß/Fischland und das Amt Barth. Im Osten und Süden grenzt das Amt an das Amt Recknitz-Trebeltal sowie die Stadt Marlow. Im Westen grenzt es an den Landkreis Rostock. Im Gemeindegebiet befinden sich keine größeren Seen. Der Fluss Recknitz fließt durch das Amtsgebiet und mündet hier in den Ribnitzer See, einem Teil der Darß-Zingster Boddenkette. Die Recknitz ist die historische Grenze zwischen Mecklenburg und Pommern. Nennenswerte Erhebungen gibt es im Amt keine, einige Erhebungen östlich der Recknitz erreichen 20 Meter über dem Meeresspiegel.
Wirtschaftlich spielen nur die Landwirtschaft und die Gewerbeansiedlungen in Ribnitz-Damgarten eine größere Rolle. Auch der Tourismus hat eine gewisse Bedeutung, vor allem durch Schloss Schlemmin und Semlow und die Sehenswürdigkeiten in der Stadt Ribnitz-Damgarten, wie z. B. das Deutsche Bernsteinmuseum. Durch die Bundesautobahn 20 erhofft sich die Region weiteren Aufschwung. Durch das Amt Ribnitz-Damgarten führen die Bundesstraße 105 und die Bahnstrecke Stralsund–Rostock.

## Die Gemeinden mit ihren Ortsteilen
- Ahrenshagen-Daskow mit Ahrenshagen, Altenwillershagen, Behrenshagen, Daskow, Dettmannsdorf, Gruel, Pantlitz, Plummendorf, Prusdorf, Todenhagen und Tribohm
- Schlemmin mit Eickhof und Neuenrost
- Stadt Ribnitz-Damgarten mit Altheide, Beiershagen, Borg, Damgarten, Dechowshof, Freudenberg, Hirschburg, Hof Körkwitz, Klein Müritz, Klockenhagen, Körkwitz, Langendamm, Neuheide, Neuhof, Neu Klockenhagen, Petersdorf, Pütnitz, Ribnitz, Tempel und Wilmshagen
- Semlow mit Camitz, Karlshof, Palmzin, Plennin und Zornow

## Belege
1. ↑  Statistisches Amt M-V – Bevölkerungsstand der Kreise, Ämter und Gemeinden 2023 (XLS-Datei) (Amtliche Einwohnerzahlen in Fortschreibung des Zensus 2011) (Hilfe dazu).